# Weide (Tierhaltung)

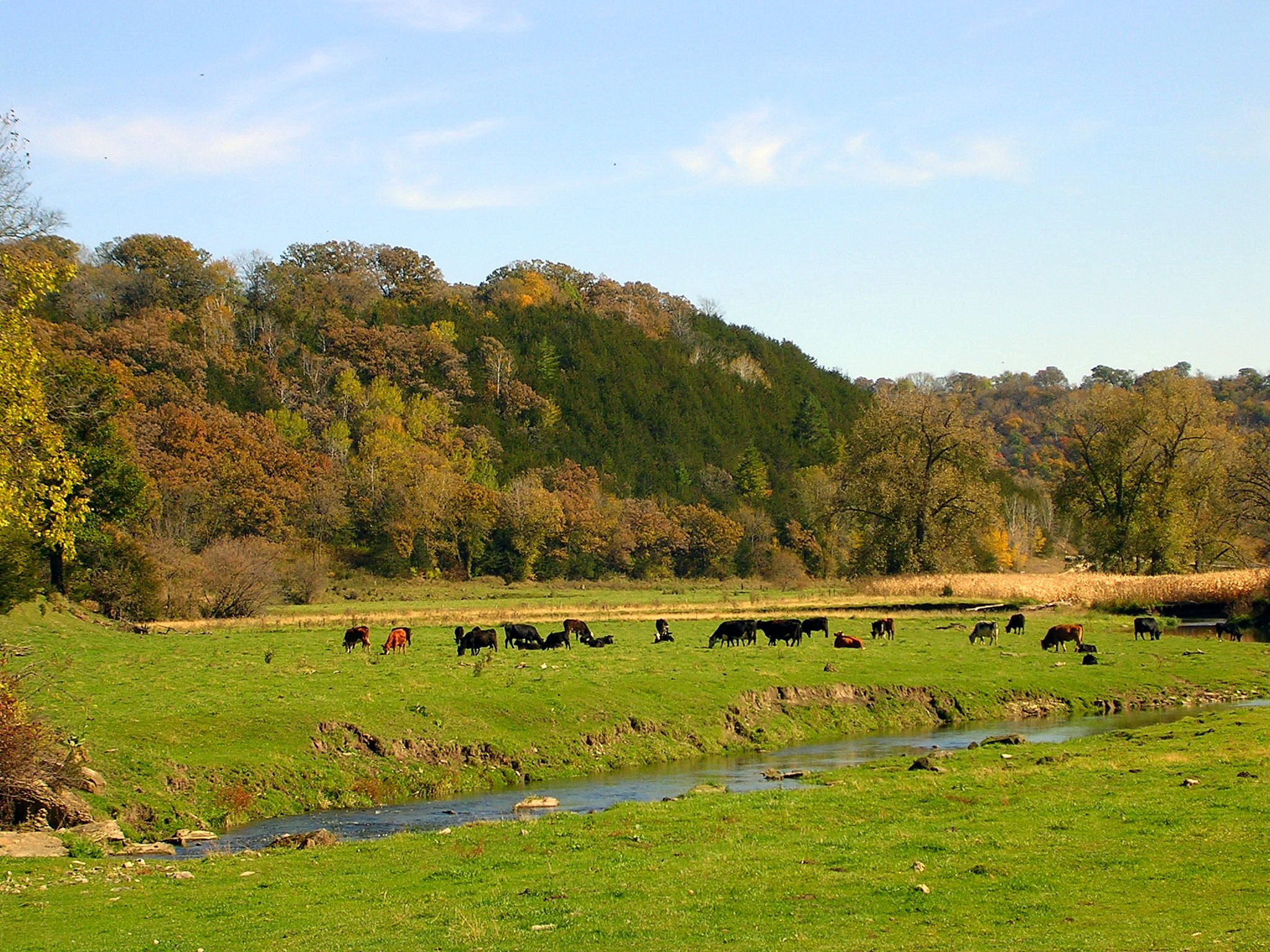
Kuhweide in Fillmore County, Minnesota, USA

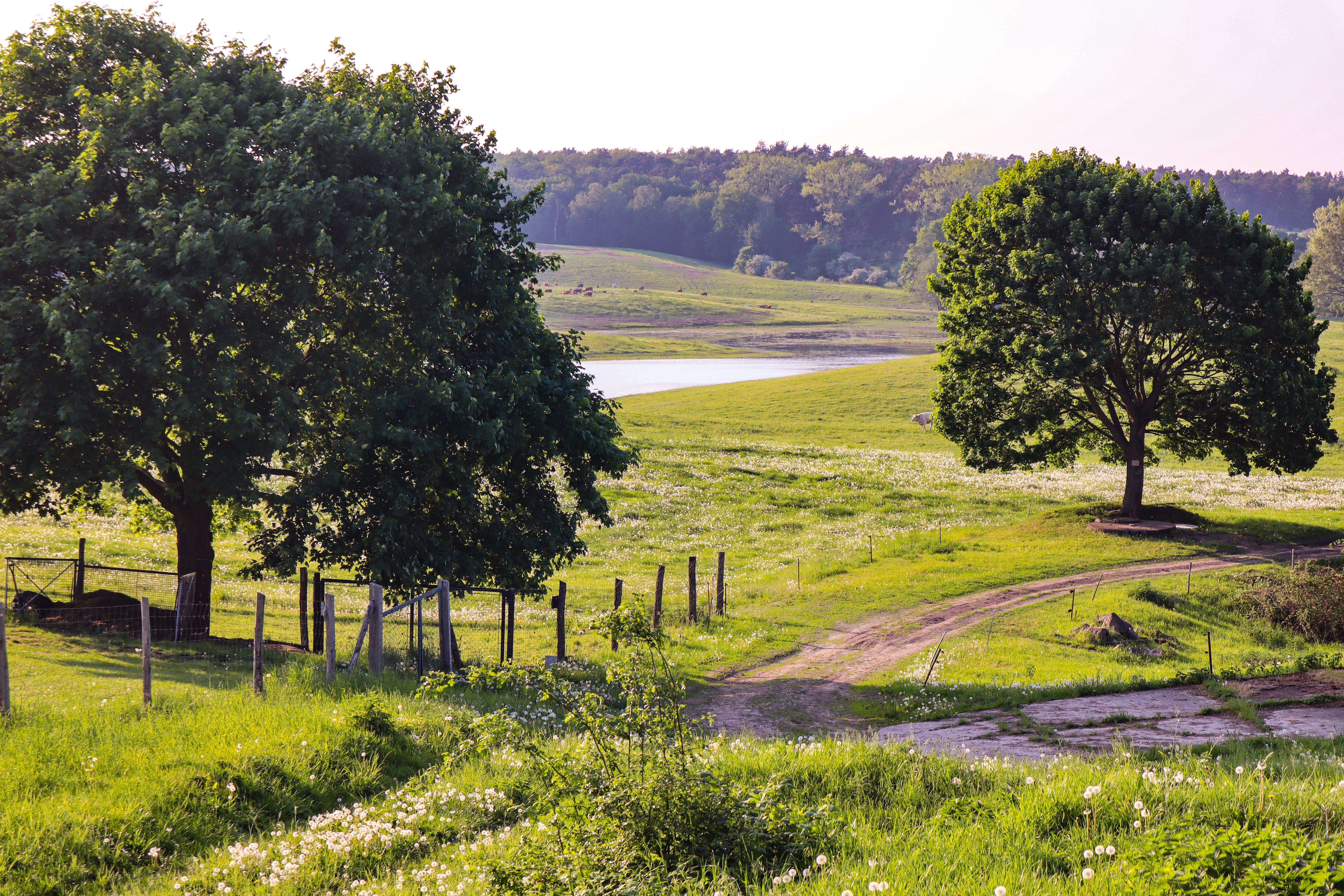
Weideland im Biosphärenreservat Schorfheide-Chorin, Brandenburg

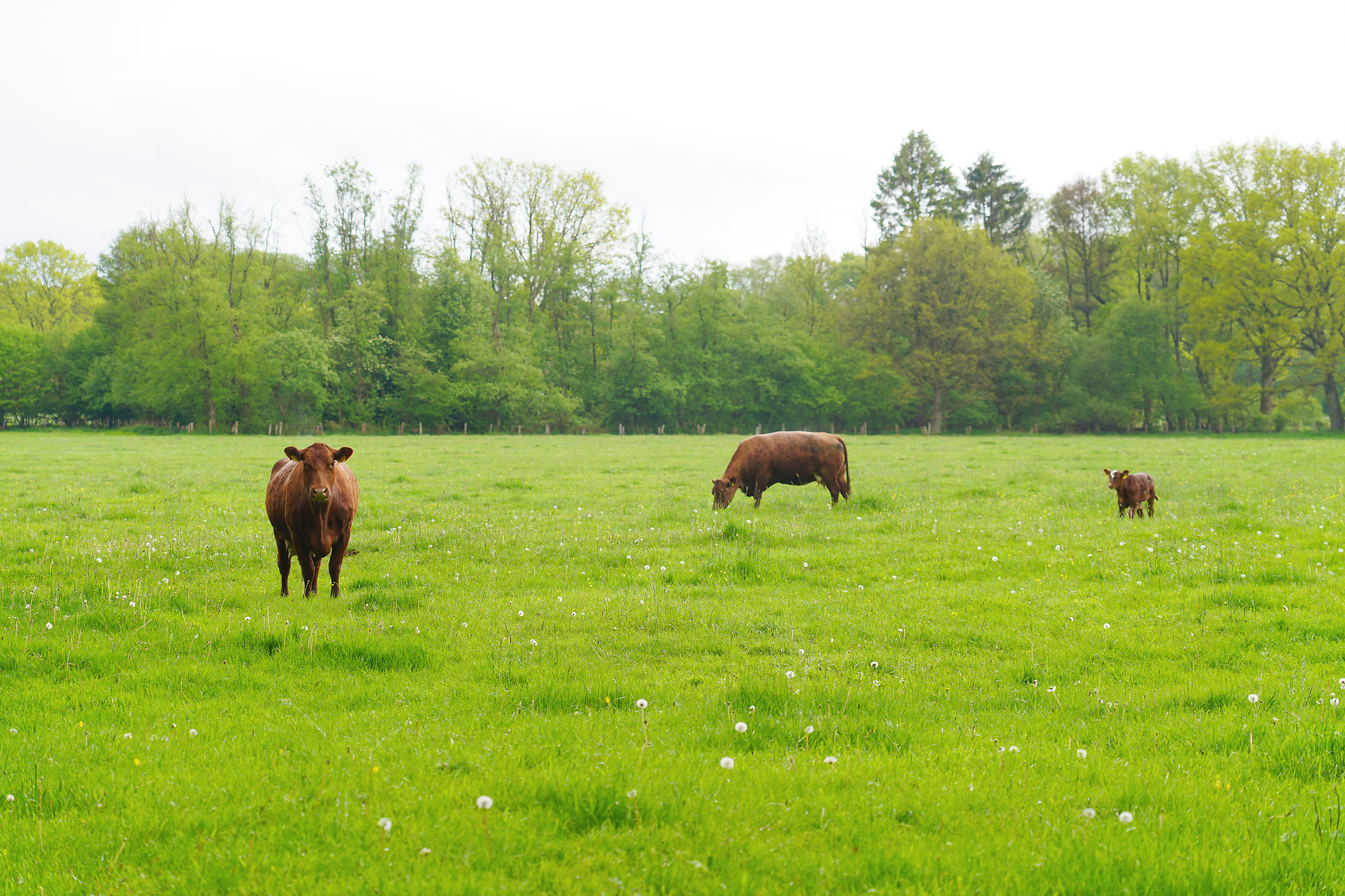
Rinderweide im NSG Hansdorfer Brook östlich Hamburgs

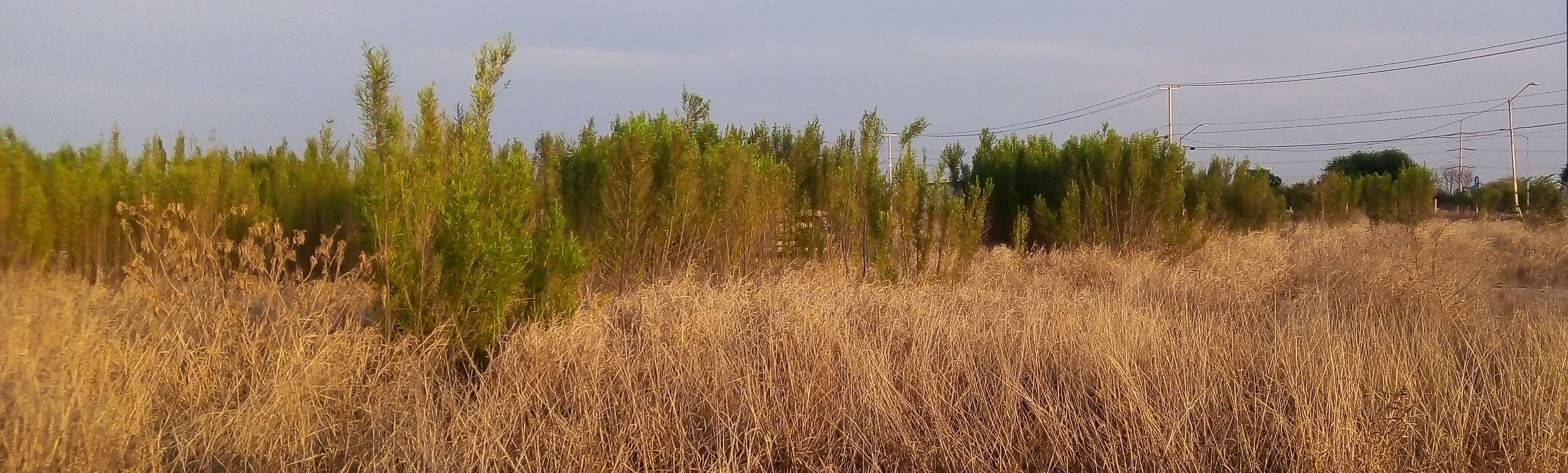
Weideland in Mexiko

Eine Weide (auch: Weideland) ist eine mit krautigen Pflanzen (vornehmlich Süßgräsern) bewachsene landwirtschaftliche Fläche, auf der Nutztiere stehen, denen diese Vegetation als Hauptnahrung dient. Das Abfressen wird „grasen“ oder „beweiden“ genannt, die Tiere als „Weidetiere“ bezeichnet.
Weidetiere sind Huftiere wie Rind, Schwein, Schaf, Ziege, Pferd oder Kamel sowie einige Geflügelarten wie Hühnervögel, Gans oder Strauß. Sie werden zu verschiedenen Zwecken gehalten, insbesondere jedoch zur Tierproduktion (Erzeugung von Nahrungsmitteln und Rohstoffen aus landwirtschaftlichen Nutztieren) in der Weidewirtschaft, aber auch aus naturschutzfachlichen Gründen. Im engeren Sinne ist eine Weide vom Menschen geschaffenes, landwirtschaftliches Grünland, das zur Tierproduktion genutzt wird. Im weiteren Sinne werden beweidete Wälder (Hutewald) sowie Steppen, Savannen und Tundren als Weiden bezeichnet.
- Eine durch Zäune oder andere Fluchthindernisse eingehegte Weide wird als Koppel (von mittelniederdeutsch koppel, „Umzäunung“; „eingezäuntes Landstück“) bezeichnet, um den Gegensatz zu den nicht eingezäunten Weiden hervorzuheben.
- Der Begriff Weide wird auch in Zusammenhang mit Wildtieren, Bienen (Bienenweide) und Vögeln (Vogelweide) verwendet.
- Nach dem 2008 veröffentlichten Modell der Anthrome der beiden amerikanischen Geographen Erle C. Ellis und Navin Ramankutty machen alle Weidearten zusammen (Residential-, Populated- und Remote Rangeland) etwa 27 % der irdischen Landoberfläche aus.

Ein wichtiger ergänzender Bestandteil des Grünlands sind die Mähwiesen, mit deren Biomasse die vielerorts im Winter eingestallten Weidetiere mit Heu bzw. Silage gefüttert werden können.

## Etymologie
Der Begriff Weide geht auf den germanischen Wortstamm „*weidja“ zurück, der ursprünglich „Jagd“ bedeutete (vgl. Weidwerk). In altnordischen und altenglischen Quellen liegt die Bedeutung noch eher auf „jagen, fangen, wandern“ (anord. veiðr, aengl. wáð). Erst im Althochdeutschen (weida) wird die Bezeichnung auch im Sinne von „Futter-, Fressplatz“ u. ä. verwendet. Erst in der neuhochdeutschen Sprache hat sich die Bedeutung allein zum „Futterplatz für das Vieh“ gewandelt.

## Geschichte der Viehweiden

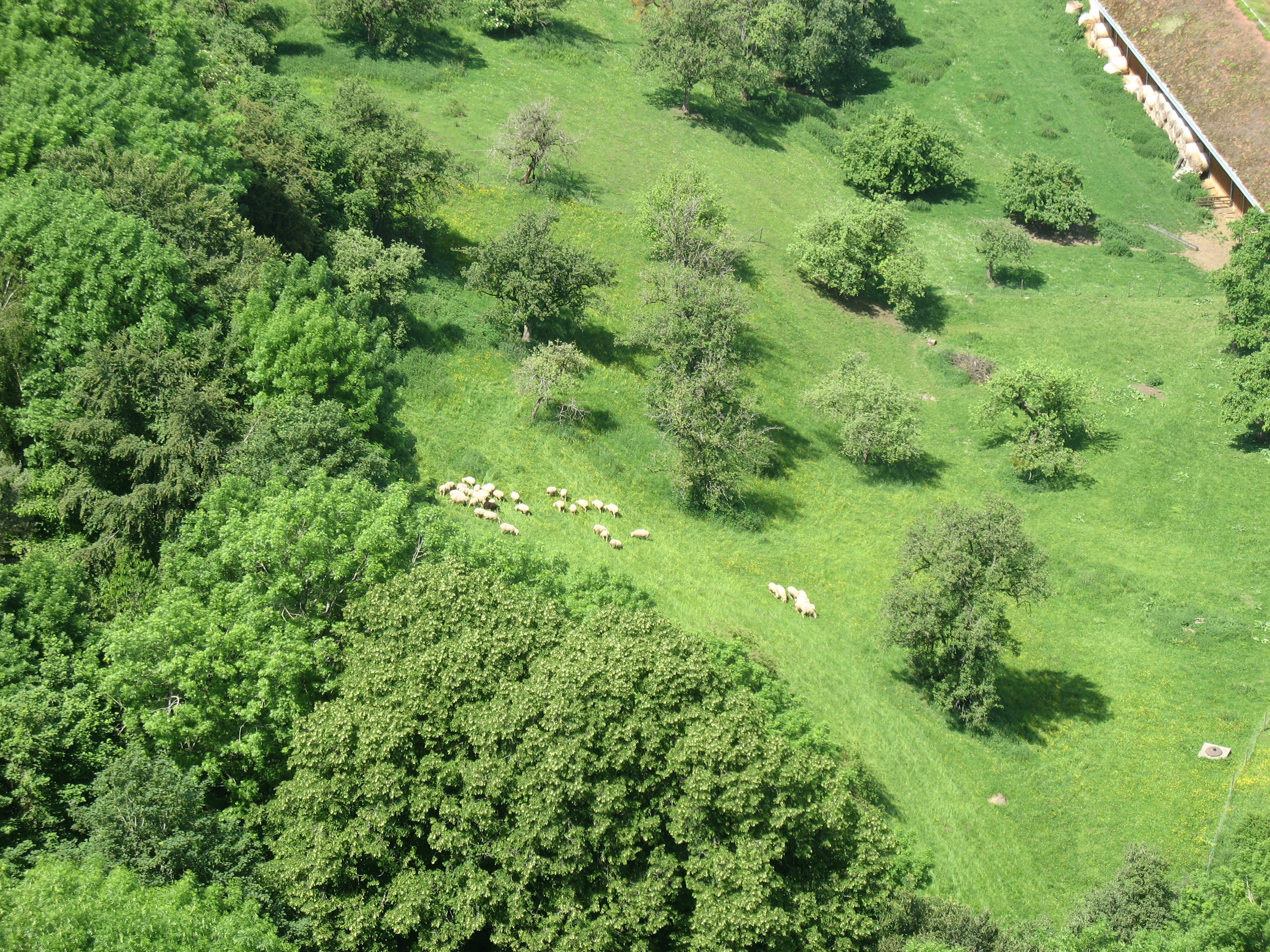
Schafweide am Hohentwiel

In Siedlungsresten der Steinzeit finden sich Käfer, Pollen und Pflanzenreste, die darauf hinweisen, dass Teile Mitteleuropas bereits vor über 7000 Jahren eine relativ dicht besiedelte Landschaft mit Äckern und Weiden waren. Wie weit in dieser Zeit ein dichter Wald verbreitet war, ist umstritten, siehe Megaherbivorenhypothese. Heinz Ellenberg beurteilte aber diese auch durch andere Quellen belegte Beweidung als „nicht planmäßig“. Die Bewirtschaftung könnte ihm zufolge dem Wanderfeldbau ähnlich gewesen sein.
Bis in die Neuzeit wurde in Mitteleuropa im Wesentlichen die Dreifelderwirtschaft angewendet, bei der die Brachen beweidet wurden (Brachweide). Der Flurzwang des Mittelalters zielte auf eine möglichst lange Nutzung der Flächen „allgemeiner Weiden“ – der Allmende –, in die auch die Äcker zwischen Ernte und Schossen (Halmbildung) des Getreides mit einbezogen wurden. Die Pflanzengemeinschaften der Ackerfluren wiesen damals einen wesentlich höheren Anteil an Gräsern auf und waren auch wesentlich artenreicher.
Der Verbiss des aufgelaufenen Getreides förderte die Bestockung und die Beweidung des damals rasenähnlichen Bewuchses nach der Ernte. Das half Unkräuter zu bekämpfen und das Vieh zu ernähren. Der Kot der Tiere düngte die Äcker vor allem beim nächtlichen Einpferchen. Erst beim Schossen des Getreides wurde das Vieh von den Äckern ferngehalten. Die Flurstücke – die Zelge und später Kämpe – waren mit Dorngehölzen, Mauern oder Wällen eingezäunt, aus denen die teilweise wie Niederwälder bewirtschafteten Hecken und Knicks entstanden.
Außerhalb dieser Brachzelgen der Dreifelderwirtschaft des Hochmittelalters gab es natürlich auch die Hutewälder, die im Mittelalter daraus entstanden sind, dass man das Vieh zur Mast in die Wälder getrieben hat. Die Tiere schädigten den Baumbewuchs nachhaltig und überführten die Wälder in offene, „savannenähnliche“ Landschaften. Schließlich spielte auch die Wanderschäferei in Gegenden mit leichten und unfruchtbaren Böden eine Rolle, wie in der Lüneburger Heide oder auf den Lechtalheiden.

## Nutzungsformen von Weiden
Die folgenden Ausführungen beziehen sich im Wesentlichen auf Weiden in der Grünlandwirtschaft.
Im Gegensatz zur Wiese wird Weideland nicht zur (Winter-)Futtergewinnung (Mahd für die Konservierung wie Heu- oder Silage-Herstellung) genutzt, sondern ihr Aufwuchs wird von den Tieren abgefressen (weiden, grasen). Übergangsformen sind Mähweiden, deren Aufwüchse innerhalb eines Jahres sowohl zeitweise abgeweidet werden als auch zur Heu- oder Silageherstellung gemäht werden. Die Nutzungsform der Weide führt zu einer Vorherrschaft von Pflanzenarten, die sich von einer Wiese unterscheiden. Profiteure einer Beweidung sind zum Beispiel Schafschwingel oder Brennnesseln. Die Auswirkungen unterscheiden sich nach Intensität der Beweidung und der Nutztierart. Die landwirtschaftliche Nutzung der Weide wird grob unterschieden in geregelte und ungeregelte und intensive und extensive Nutzungsformen. Zur geregelten Nutzungsform zählen Dauerweide (Kurzrasenweide), Umtriebsweide oder Portionsweide. Von ungeregelter Weidenutzung spricht man zum Beispiel bei Hutungen. Eine Sonderform ist die Alm. Es existieren keine allgemeingültigen Definitionen von extensiver und intensiver Beweidung. In der planaren bis kollinen Höhenstufe Mitteleuropas kann auf wüchsigen Standorten näherungsweise eine Besatzdichte von 1,4 Großvieheinheiten pro Hektar als Grenze von der extensiven zur intensiven Haltung gezogen werden.

### Ungeregelte Weidenutzung
Von einer ungeregelten Weidenutzung spricht man, wenn der Weidegang weder zeitlich noch räumlich reglementiert wird, auch wenn die Tiere von Hirten beaufsichtigt werden. Dies traf in der Frühzeit Europas etwa auf die Nutzung von Hutewäldern, Heiden oder Auen zu. Heute sind solche Formen allenfalls noch in dünn besiedelten, strukturschwachen Regionen zu finden, wo die Viehzucht noch vorwiegend der Selbstversorgung dient und keine Mittel zur Reglementierung zur Verfügung stehen.

### Geregelte Weidenutzung
Seit dem Frühmittelalter wird für Mitteleuropa mit dem Beginn geregelter Formen der Beweidung gerechnet. Bei der geregelten Weidenutzung wird die Beweidungsdauer sowie die zu beweidende Fläche genau festgelegt. Futterüberschüsse werden durch Mahd und Konservierung (Heu- und Silagegewinnung) abgeschöpft. Dies führt zu einem konstanten, stets weidereifen Futterangebot. Voraussetzung hierfür ist allerdings eine zeitliche Begrenzung des Weideganges und ein regelmäßiger Umtrieb der Tiere auf andere Flächen. Auf Flächen mit geregelter Weidenutzung sind die Besatzdichten höher, die Beweidungszeiträume jedoch niedriger als bei der ungeregelten Nutzung. Die Anzahl der Koppeln ist abhängig von der Anzahl der Tiere und der Herdengröße.

#### Koppelweide, Dauerweide
Bei einer Koppelweide wird die Gesamtweidefläche in vier bis acht Koppeln eingeteilt. Die Fresszeiten sind lang (etwa zehn Tage), die Ruhezeiten zwischen den einzelnen Beweidungszeiten relativ kurz. Diese Form der Beweidung ist vorteilhaft bei untergrasreichen Narben und großen Herden sowie bei Tieren, die einen hohen Anspruch an Auslauf haben (zum Beispiel Pferde).
Der Aufwuchs dieser Weiden ist meist recht niedrig, was eine selektierte Futteraufnahme durch die Tiere eingrenzt. Die Nachteile bestehen in hohen Weideresten, einem verhältnismäßig geringem Ertragspotential und meist hohen Nährstoffaufwendungen (Düngung).
- Besatzdichte: zehn Rindergroßvieheinheiten (RiGV) pro Hektar (ha),
- zugeteilte Fressfläche pro RiGV: circa 1000 m²,
- Schnittflächenanteil: 25 %.

#### Umtriebsweide
Bei der Umtriebsbeweidung wird die Gesamtfläche in mehr als acht Koppeln unterteilt. Die Fresszeiten je Koppel sind circa ein bis drei Tage lang, die Ruhezeiten (Wachstumszeiten des Aufwuchses) zwischen den Beweidungen sind je nach Vegetationszeitpunkt etwa drei bis sechs Wochen. Die knappe Flächenzuteilung bewirkt eine geringere Futterselektion, eine höhere Trittbelastung der Fläche, eine größere Gefahr für Grasnarbenverletzungen sowie einen höheren Pflegeaufwand auf den einzelnen Flächen. Für die Tiere bedeutet die Umtriebsweide meist eine größere Unruhe in der Herde. Die Wege zur Wasserversorgung der Tiere und für den Umtrieb sind länger. Die Weidereste sind auf diesen Flächen gering, der Flächenertrag verhältnismäßig groß.
- Besatzdichte: circa 25 RiGV/ha,
- zugeteilte Fressfläche: 400 m²/RiGV,
- Schnittflächenanteil: circa 50 %

#### Portionsweide
Die Portionsweide, auch Rationsweide, Ganz- oder Halbtagsweide genannt, ist die Einteilung der Gesamtfläche in mehr als zwanzig Koppeln, weniger sind es nur bei täglicher oder halbtägiger Zuteilung der Futterfläche. Die Zuteilung der Futterfläche erfolgt ein- bis zweimal pro Tag. Sie ist die intensivste Form der Beweidung. Die Weidereste sind sehr gering, die Futteraufnahme pro Tier sehr hoch. Die Nutzung als Portionsweide ist besonders vorteilhaft bei kleinen Weiden und knapper Weidefläche. Für größere Herden ist diese Form wegen des erhöhten Stresses nicht geeignet. Der Pflegeaufwand ist hoch, ebenso der Nährstoffaufwand. Der Einsatz von „Wirtschaftsdünger“ bietet sich auf diesen Flächen an.
- Besatzdichte: circa 100 RiGV/ha,
- zugeteilte Fressfläche: 100 m²/RiGV,
- Schnittflächenanteil: circa 75 %

#### Kurzrasenweide
Die Kurzrasenweide ist eine sehr früh und intensiv und sehr kurz beweidete Standweide. Aber es erfolgt dabei keine Zufütterung von Kraftfutter, da sonst die Tiere lieber beim Stall bleiben. Sie erfordert eine saisonal gelenkte Abkalbung im Winter und eine überlegte Winterfutterversorgung, wenn alle Flächen beweidet werden sollen.
Diese Form hat die folgenden Vor- und Nachteile: Arbeitszeitfreisetzung, mühsame Suche und Zusammentreiben der Tiere auf der Weide zum Melken bis zum Melkstall, die Verringerung der Tierleistung um etwa ein Drittel, die volle Verunkrautungszurückdrängung, überhöhte Harnstoffwerte in der Milch als Stresszeiger für Proteinüberschuss und Energiemangel im Futter. Ebene Flächen sind notwendig, sonst verkoten diese stark und das Vieh verteilt sonst den Dung nicht selbst, dazu ein Kotmanagement auf der Weide, damit nicht ungefressene Stellen entstehen. Das Vieh muss auch bei Regenwetter weiden, wobei die Wiesennarbe leicht zerstört wird und zusätzlich ein Leistungsabfall durch mangelnde Futterstruktur bei Regenwetter herrscht.
Die Kurzrasenweide wird in Österreich sehr stark vom LFZ Raumberg-Gumpenstein propagiert. Problematisch erscheint die Senkung des Betriebseinkommens durch Leistungsverlust und da in entlegenen Berggebieten es kaum Möglichkeiten für außerlandwirtschaftliche Ersatz-Einkommen gibt und es kaum ebene Flächen im Berggebiet gibt.

#### Almen/Alpen

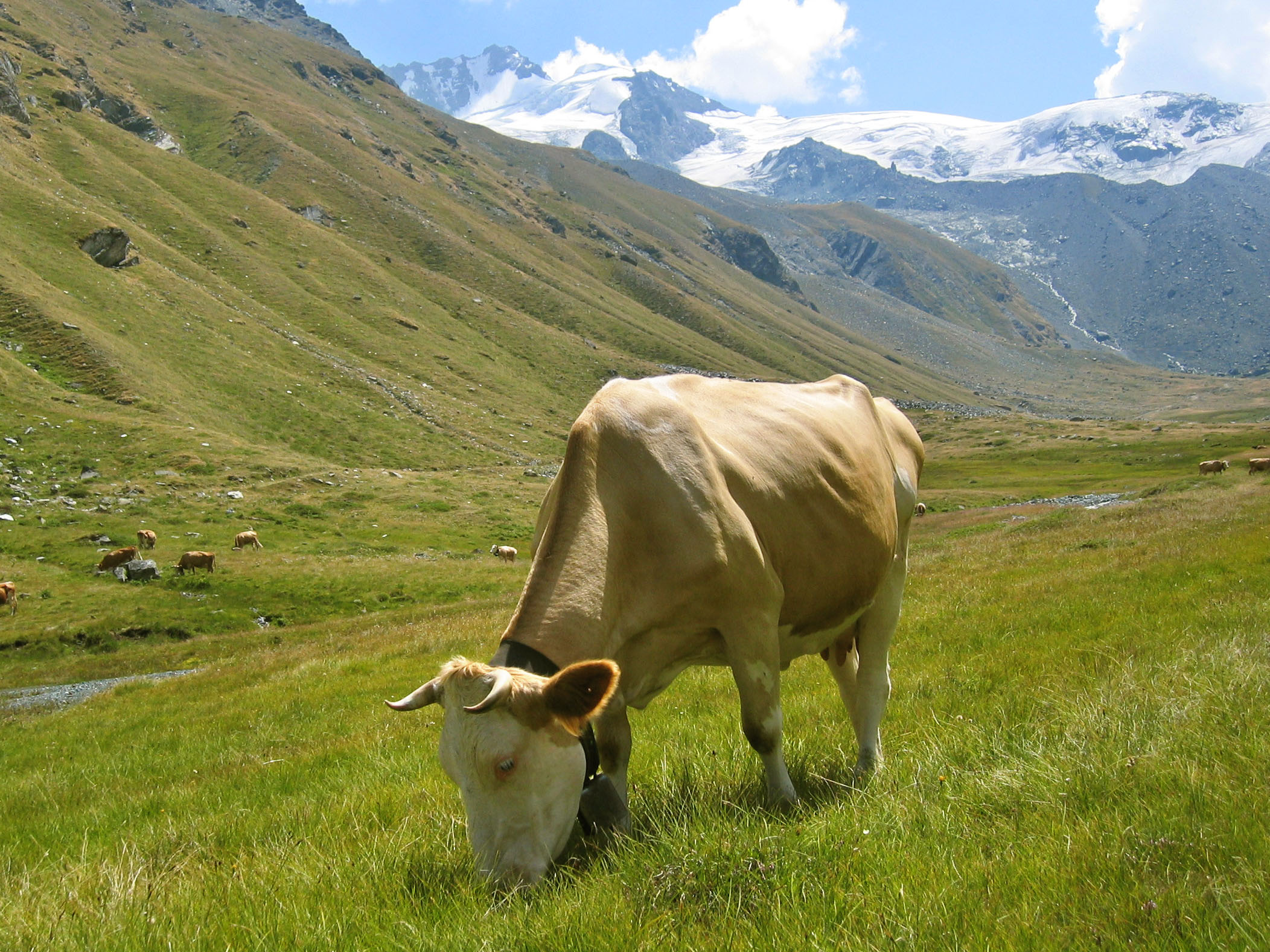
Kuh auf der Täschalpe im Wallis

Almen sind Sommerweiden im Hochgebirge, die vorrangig zur Rinderaufzucht genutzt werden. Sie werden autonom von der Hauptbetriebsfläche bewirtschaftet. Man unterscheidet in Lichtweide und Waldweide. Die Doppelnutzung (Weidenutzung und Streuobstanbau oder Weidenutzung und Holzabbau) ist relativ stark verbreitet, aber auch hier problematisch.
Einteilungen der Weidefläche sind auch nach der Viehart als Viehweide möglich und sinnvoll, da sich in Abhängigkeiten der Nutzungsformen und Standortverhältnisse unterschiedliche Pflanzengesellschaften einstellen: Pferdeweide, auch als Pferdekoppel, Schafweide. Weiden werden für die Weidepflege mit einem Weideweg erschlossen. Die Wege, die insbesondere dem Vieh den Zugang und den Wechsel zwischen einzelnen Weideflächen ermöglichen, nennt man Triftweg.

### Pferdeweide

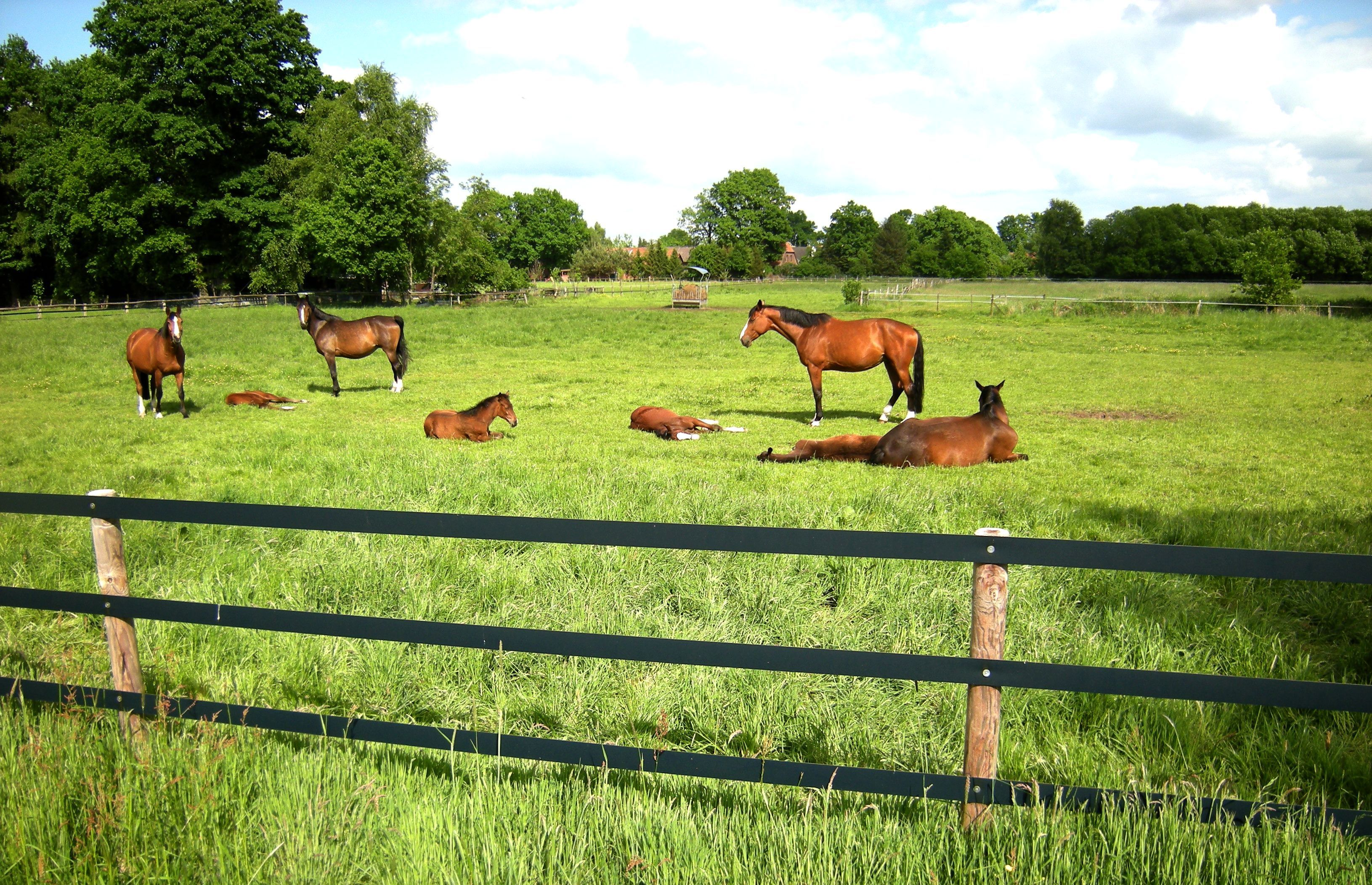
Pferdekoppel in Verden

Pferde benötigen auf der Weide Schutz vor Wind und Sonne sowie Zugang zu frischem Wasser, wenn sie zum längeren Aufenthalt geeignet sein soll. Pro Pferd wird rund 0,5 bis 1 Hektar Weidefläche benötigt. Pferdeweiden müssen im Frühjahr geschleppt und gewalzt werden, ggf. nachgesät und nachgemäht werden. Aus weidehygienischen Gründen (Parasiten) empfiehlt sich auch ein wechselweiser Besatz mit Rindern und Pferden.

### Winterweide
Winterbeweidung ist in Zeiten ohne winterlichen Schneefall möglich und führt bei Einhaltung bestimmter Voraussetzungen einer gegenüber der Stallhaltung über die Wintermonate zu einer besseren Tiergesundheit und Kosteneinsparungen. Dies gilt besonders für extensive Haltungsformen in Form einer flächenstarken Ganzjahresbeweidung. In manchen Bundesländern Deutschlands sind räumlich konzentrierte Winterweiden zugelassen. Diese Weidepraktik hat jedoch nicht selten Überweidung und Trittschäden zur Folge. Wenn in der kalten Jahreszeit keine Futterpflanzen mehr wachsen, ist bei Winteraußenhaltung die Fütterung mit Heu erforderlich.

## Weide- und Triftwege

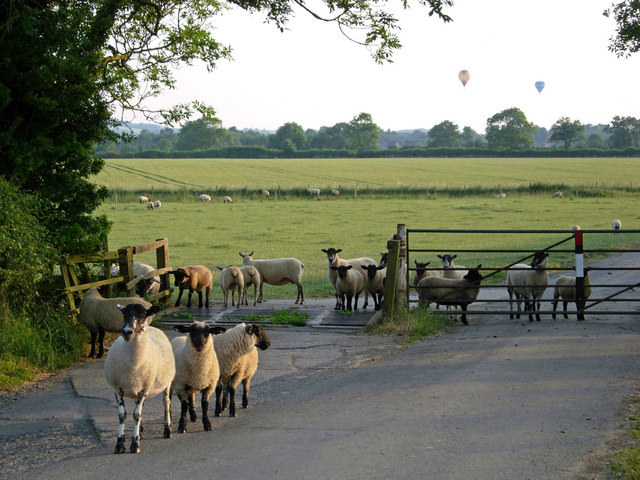
Geschlossenes Viehgatter und Weiderost

Die Wege, die zu den verschiedenen Wirtschaftsflächen der Bauern führen, erschließen meist Besitzungen mehrerer Eigentümer. Im ganzen Alpenraum sind diese Wege – sofern sie nicht in Gemeindebesitz übergingen – Gemeingut. Daher obliegt auch die Pflege dieser Wege der Gemeinschaft. Um zu verhindern, dass das Vieh über die Wege die vorgesehene Weidefläche verlässt, sind Weidewege dabei häufig durch Viehgitter, Viehgatter oder sonstige Viehsperren unterbrochen.

Der Begriff „Triftweg“ wird insbesondere für die langen Viehtriebpfade bei der Transhumanz (klimatisch bedingte, saisonale Fernweidewirtschaft) verwendet. Beispielsweise 

## Düngung
Die Verwendung von Stallmist fördert die Gare des Bodens. Humusarmut im Boden kann durch – im Optimalfall verrotteten – Mist kompensiert werden. Idealerweise im Sommer und Frühherbst aufgetragen, fördert er das Wachstum der Saat bis in den Spätherbst. Jauche verbessert ebenfalls die Gare, denn sie trägt Kali und Stickstoff in den Boden ein. Jauche und Mist sollten nicht im Frühjahr verwendet werden, da das Vieh sonst diese Stellen meidet. Der Wert von Kompost für die Düngung ist schwer zu verallgemeinern. An Bodensäure leidender Boden kann gekalkt werden. Kali, Stickstoff und Phosphorsäure werden in alter Literatur (1939!) unbedingt empfohlen.

## Ökologie

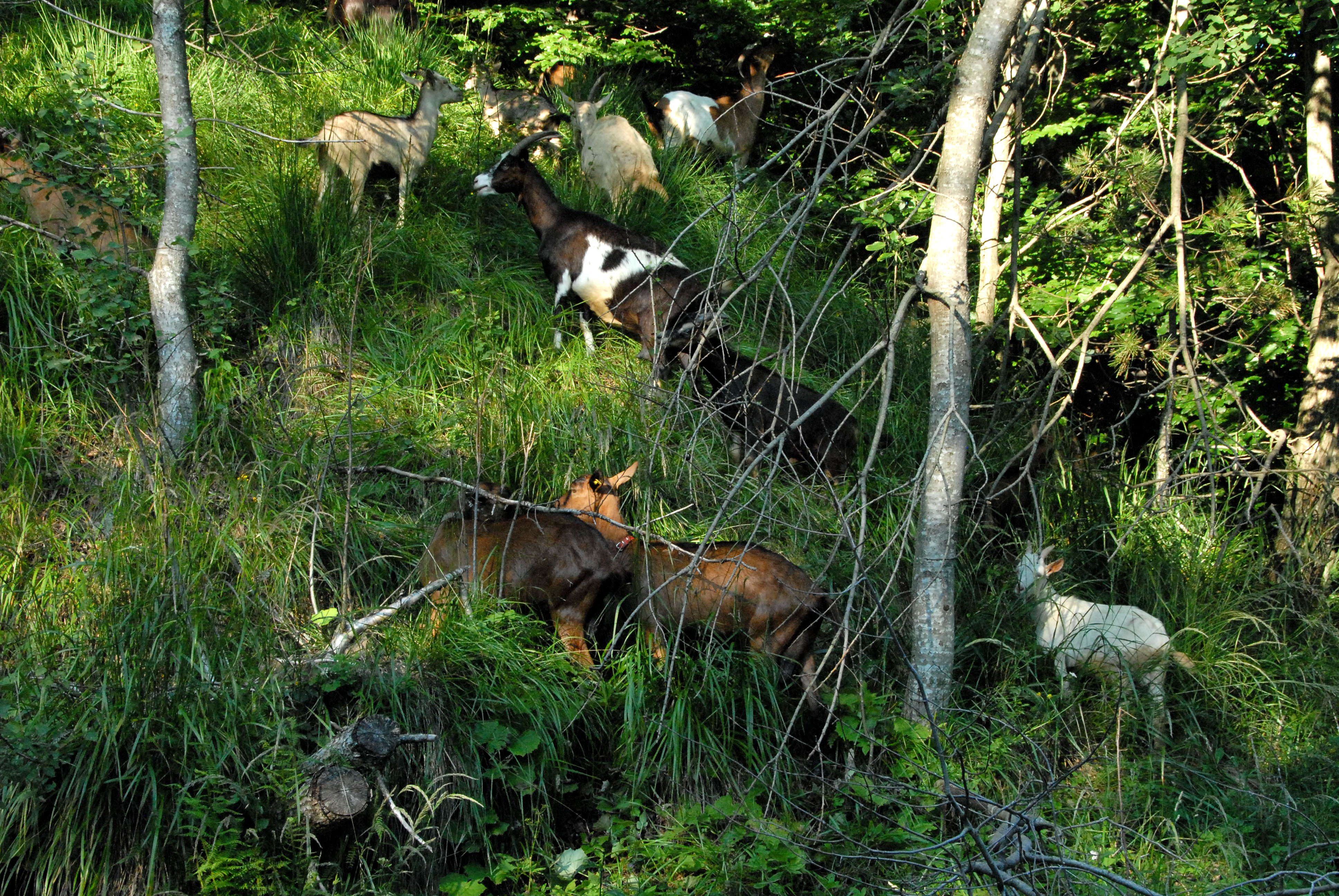
Ziegenherde in Talweide (Allmende), Friaul, Italien

Grundsätzlich hat die Beweidung Auswirkungen auf die Zusammensetzung des Pflanzenbestandes. Als Faktoren lassen sich Nutzungshäufigkeit, Tierart, verwendete Düngung und Pflegemaßnahmen anführen. Tierartspezifisch werden durch Selektion und Verbiss bestimmte Pflanzenarten gefördert oder verdrängt. Weiden mit hoher Nutzungsfrequenz und hoher Stickstoff-Düngung werden von nur wenigen Pflanzenarten dominiert, die trittverträglich und regenerationsfreudig sind – Hauptbestandsbildner ist hier häufig das Deutsche Weidelgras. Schafbeweidung fördert eher krautige Pflanzen. Extensive Weidesysteme mit einer an die Kapazität der Weide angepassten Stückzahl an Vieh könne jedoch äußerst artenreiche Lebensräume darstellen, insbesondere wenn auf ihnen neben Kurzrasenflächen auch höher bewachsene Abschnitte mit Gebüschen, Sträuchern und Einzelbäumen vorkommen.
Durch die Beweidung von Grünflächen kommt es durch das ständig kurz gehaltene Gras zu höheren Feuchtigkeitsverlusten durch Evapotranspiration als bei Wiesen. Wenn Pflanzen zu lange oder ohne ausreichende Erholungsphase einer Beweidung durch zu viele Tiere ausgesetzt sind – also die Aufwuchsmenge über einen längeren Zeitraum niedriger als der Futterbedarf der Tiere ist – spricht man von Überweidung. Auch eine zu geringe Beweidung (Unterbeweidung) kann zu einer unerwünschten Veränderung der Pflanzenzusammensetzung (Verbuschung und natürliche Sukzession) und damit zu erhöhtem Pflegeaufwand führen.
Für die Ökologie spielt auch die Art der Einfriedung eine wesentliche Rolle, zum Beispiel Wallhecken oder Gräben bei der Fenne.
Der Lebensraum Viehweide wurde 2004 bis 2005 durch das Naturschutzzentrum Hessen als Biotop des Jahres ausgerufen, um auf die Gefährdung dieses Lebensraumes aufmerksam zu machen.
Für Bayern wurde im Winter 2009/2010 eine Umfrage unter Naturschutzverbänden- und Behörden zu naturschutzrelevanten, beweideten Flächen durchgeführt. Diese ergab einen enormen Anstieg der naturschutzorientierten Beweidungsprojekte. In den meisten Fällen geht es um Pflanzen-, Tagfalter-, Vogel- oder Heuschreckenschutz. Zur Beweidung werden meistens Schafe oder Rinder auf den Flächen gehalten. Die Flächen werden hauptsächlich als Umtriebs- oder Standweide genutzt. Im Hinblick auf den Natur- und Artenschutz wurden 85 % der Projekte als „überwiegend erfolgreich“ und 12 % als „teilweise erfolgreich“ beschrieben.

### „Wilde Weidelandschaften“

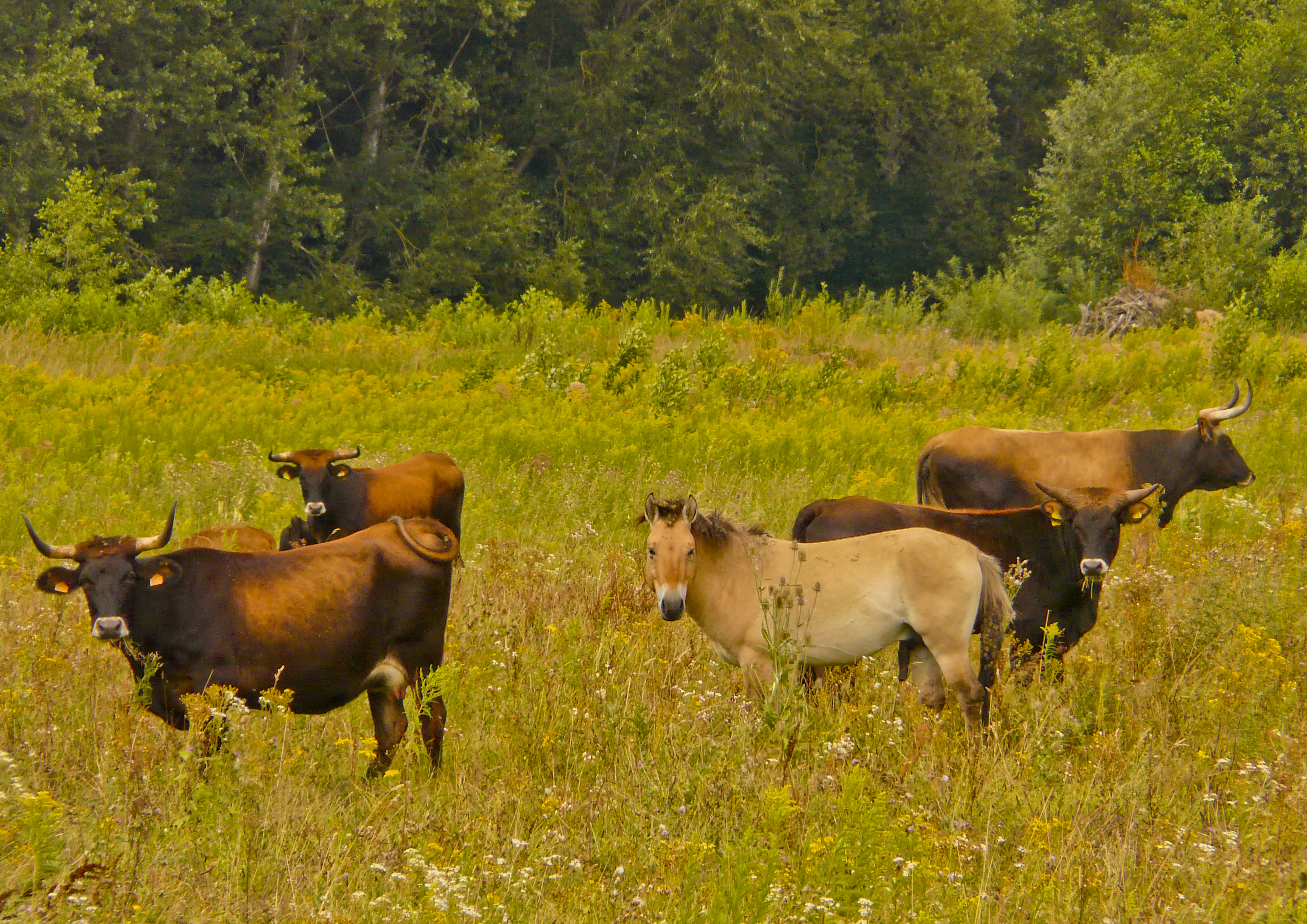
Taurusrinder und Konik im NSG Lippeaue bei Lippstadt

Als „Wilde Weiden“ oder Beweidungsprojekte werden im Naturschutz seit den 1990er Jahren großflächige, ungeregelte und somit extensiv genutzte Ganzjahres-Weiden bezeichnet, die mit Wildtieren oder robusten (wenig domestizierten „halbwilden“, verwilderten oder „rückgezüchteten“) Haustierrassen beweidet werden. Das Ziel dieser Weideform ist es, eine zukünftige Entwicklung zu einem möglichst artenreichen Zustand einzuleiten.
Dieser Idee liegt die sogenannte Megaherbivorenhypothese zugrunde, die vom Grundsatz her besagt, dass große Pflanzenfresser wie Auerochse, Wisent, Hirsche und Wildpferde in der prähistorischen Naturlandschaft nicht nur in den klimatisch bedingten Offenlandschaften (Steppen, Tundren) lebten, sondern auch durch Verbiss und Tritt große Bereiche der Waldlandschaften offen hielten. Insofern wird nunmehr auch den Tieren eine wichtige Rolle in der natürlichen Sukzession eingeräumt, die in den Konzepten der potenziellen natürlichen Vegetation bislang nicht vorkamen. Wilde Weidetiere bildeten auch in Mitteleuropa einen wesentlichen Bestandteil natürlicher Ökosysteme. Sie setzen dynamische Prozesse in Gang, die für viele bedrohte Pflanzen- und Tierarten existenziell sind. Seit Jahren werden daher neue Denkansätze im Natur- und Artenschutz diskutiert (z. B. Prozessschutz, Wildnisentwicklungsgebiete). „Wilde Weiden“ sind in dieser Hinsicht ein sehr vielversprechender Ansatz, der zu einem Rückgrat jeder regionalen und überregionalen Biotopverbundplanung werden könnte.
Als Ersatz für die ausgestorbenen Wildtiere kommen verschiedene robuste Rassen in Frage, wobei sich deren Auswahl je nach Standortbedingungen und Region stark unterscheiden kann. Insbesondere dort, wo „wilde Weiden“ als Form der landwirtschaftlichen Nutzung der Flächen angewandt werden, kommen überwiegend Hausrassen wie Galloway und Schottisches Hochlandrind, Islandpony oder Fjordpferd zum Einsatz, während in sogenannten „Wildnisentwicklungsgebieten“, die sich also unabhängig von menschlichen Eingriffen entwickeln sollen, eher auf alte „Primitivrassen“ oder „rückgezüchtete“ Abbildungszüchtungen der ausgestorbenen Wildtiere, wie Sayaguesa, Heckrind und Taurusrind sowie Robustpferde wie Heckpferd, Exmoorpony, Sorraia und Konik, gesetzt wird. Bei feuchteren Standorten kommen in beiden Bereichen auch Wasserbüffel in Frage. Man benötigt im Schnitt mehr als 30 Großvieheinheiten auf 100 ha Fläche zur nachhaltigen Offenhaltung einer waldfreien Weide: das entspricht mehr als 30 ausgewachsenen Rindern oder rund 40 Pferden.

### Internationales Jahr des Weidelands und Hirten
Um auf die Bedeutung des Weidelands und der Hirten für die Ökosysteme, menschliche Ernährungssicherung, als Basis der menschlichen Zivilisation und deren Bedrohung aufmerksam zu machen rief die Ernährungs- und Landwirtschaftsorganisation der Vereinten Nationen (FAO) das Jahr 2026 als Internationales Jahr des Weidelandes und der Viehzüchter aus.